# Pas canadenc

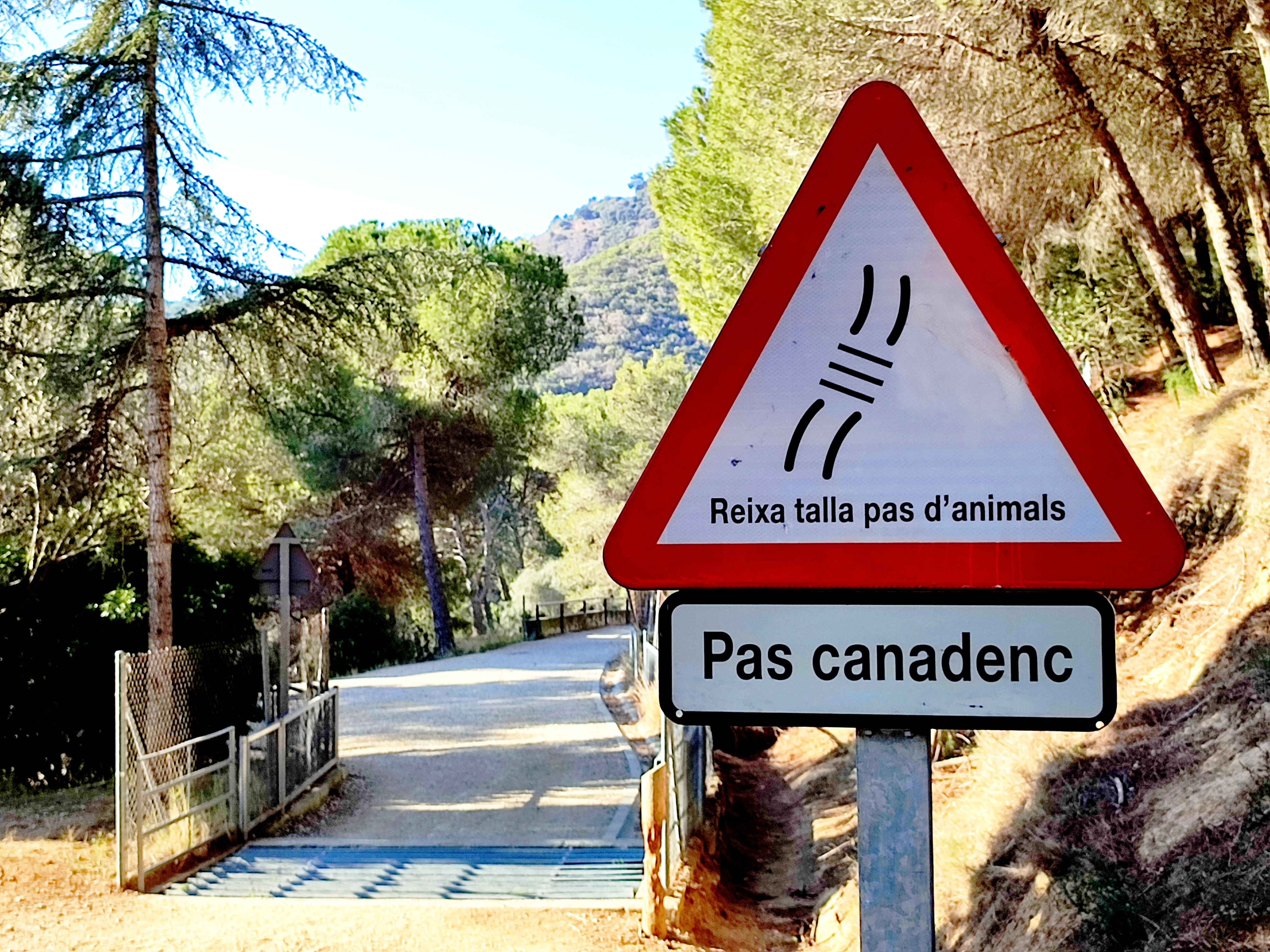
Pas canadenc a Collserola

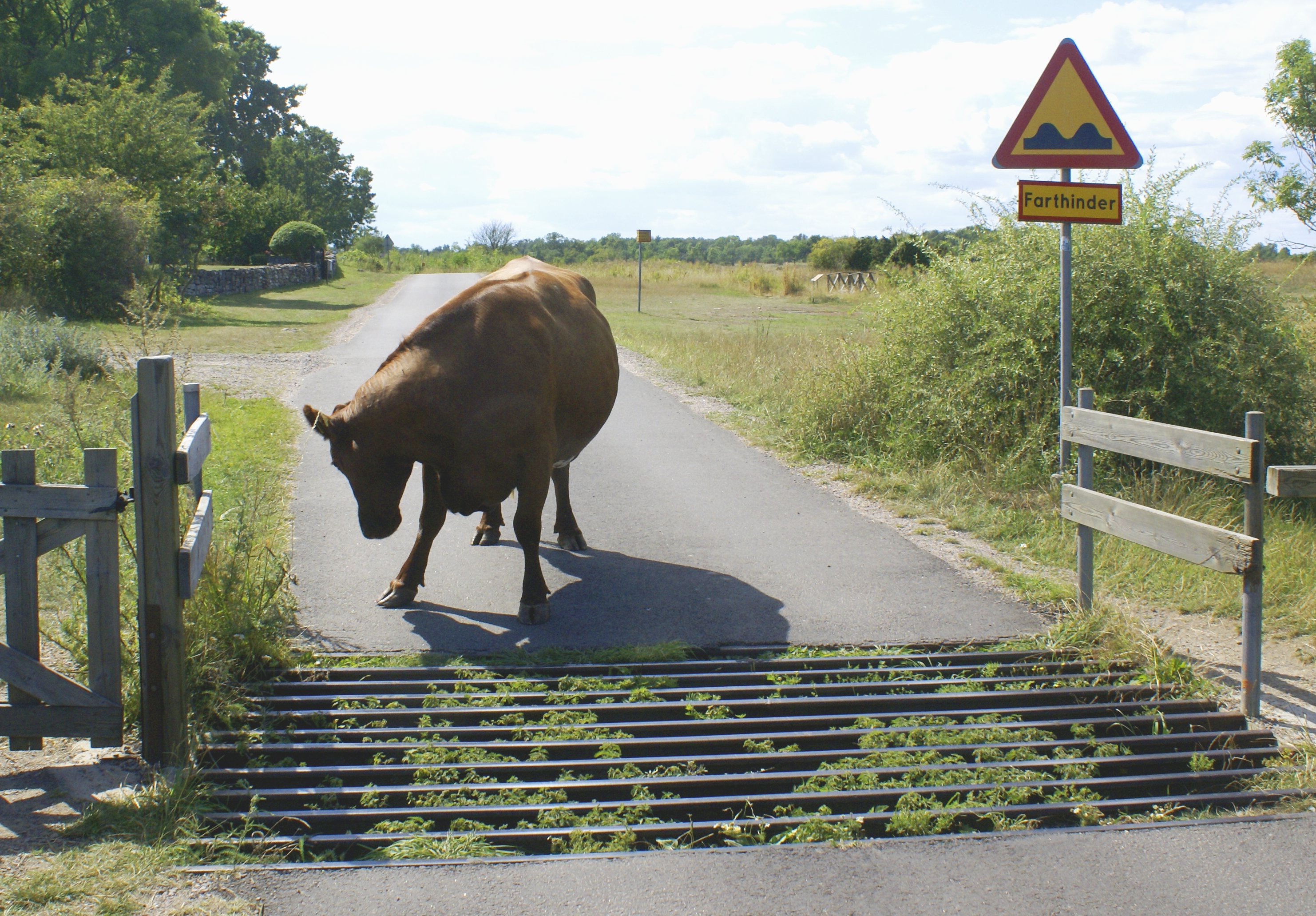
Una vaca renuncia a passar un pas canadenc a Suècia

Un pas canadenc o trencapassa és una plataforma de barres metàl·liques col·locada sobre una cavitat d'un camí destinada a impedir el pas dels animals i a deixar passar els cotxes. Aquesta estructura complementa el tancament de finques per a evitar l'entrada o la sortida del bestiar. Consisteix en una fosa transversal al camí, d'uns 30 cm de fondària, coberta amb reixes o barres metàl·liques. La seva longitud varia en funció dels ungulats presents a la zona, però es recomana un mínim de 2 metres. Cal instal·lar una rampa de 30º i superfície rugosa als laterals de la fosa per permetre l'escapament dels petits animals que hi caiguin.